# Football Club Azzurri 90 2017-2018
Questa voce raccoglie le informazioni riguardanti il Football Club Azzurri 90 nelle competizioni ufficiali della stagione 2017-2018.

## Stagione
Nella stagione 2017-2018 gli Azzurri, allenati da Metin Karagülle e Bruno Imondi, conclusero il campionato di 1ª Lega al 12º posto.

## Rosa
| N. |                         | Ruolo | Calciatore            |
| -- | ----------------------- | ----- | --------------------- |
| 1  | Svizzera (bandiera)     | P     | Mergim Ferati         |
| 1  | Portogallo (bandiera)   | P     | Rodrigo Pereira       |
| 4  | Camerun (bandiera)      | C     | Alain Albouy          |
| 5  | Kirghizistan (bandiera) | C     | Claude Kum Maka       |
| 6  | Svizzera (bandiera)     | C     | Harmel Makonda        |
| 7  | Italia (bandiera)       | C     | Gianluca Nucera       |
| 8  | Portogallo (bandiera)   | C     | Flávio Pereira        |
| 9  | Portogallo (bandiera)   | A     | Joël Monteiro         |
| 10 | Algeria (bandiera)      | A     | Lyazid Brahimi        |
| 11 | Kosovo (bandiera)       | A     | Flamur Ramadani       |
| 12 | Svizzera (bandiera)     | D     | Gurkan Özdemir        |
| 13 | RD del Congo (bandiera) | D     | Diego Mutombo         |
| 14 | Svizzera (bandiera)     | A     | Yannick Nkufo         |
| 17 | Svizzera (bandiera)     | C     | Stephan Cando         |
| 18 | Svizzera (bandiera)     | P     | Julien Manière        |
| 20 | Francia (bandiera)      | C     | Jean-Michel Rodriguez |

| N. |                               | Ruolo | Calciatore         |
| -- | ----------------------------- | ----- | ------------------ |
| 21 | Svizzera (bandiera)           | D     | Timothie Zali      |
| 22 | Kosovo (bandiera)             | A     | Loran Shehu        |
| 23 | Macedonia del Nord (bandiera) | C     | Stefan Andric      |
| 23 | Svizzera (bandiera)           | C     | Serkan Kocapinar   |
| 24 | Svizzera (bandiera)           | C     | François Meuris    |
| 28 | Svizzera (bandiera)           | D     | Mohamed Erroutbi   |
| 31 | Francia (bandiera)            | A     | Salim Camara       |
| 38 | Serbia (bandiera)             | C     | Strahinja Urošević |
| 70 | Camerun (bandiera)            | C     | Roger Looga        |
| 77 | Svizzera (bandiera)           | P     | Damien Warpelin    |
| 92 | Camerun (bandiera)            | C     | Fabrice Ngabo      |
| 96 | Kosovo (bandiera)             | C     | Agonis Ukehaxhaj   |
| 96 | Svizzera (bandiera)           | A     | Kürsat Ünlü        |
| 99 | Brasile (bandiera)            | D     | Caio Salustiano    |
|    | Italia (bandiera)             | D     | Vito Preite        |
|    | Portogallo (bandiera)         | D     | Fabio Rego         |

## Organigramma societario
Area tecnica
- Allenatore: Bruno Imondi
- Allenatore in seconda:
- Preparatore dei portieri:
- Preparatori atletici:

## Calciomercato

### Sessione estiva
| Acquisti | Acquisti         | Acquisti         | Acquisti |
| R.       | Nome             | da               | Modalità |
| -------- | ---------------- | ---------------- | -------- |
| D        | Loïc Ombala      | Bavois           |          |
| A        | Joël Monteiro    | Sion U18         |          |
| A        | Maxime Daclinat  | Stade Nyonnais   |          |
| C        | Serkan Kocapinar | Ticino Le Locle  |          |
| C        | Harmel Makonda   | Dardania Losanna |          |
| D        | Diego Mutombo    | Vevey United     |          |
| A        | Khadime Ndoye    | Águias Moradal   |          |
| A        | Yannick Nkufo    | Vevey United     |          |
| D        | Vito Preite      | Bavois           |          |
| A        | Flamur Ramadani  | Bremerhaven      |          |
| C        | Agonis Ukehaxhaj | Sion II          |          |

| Cessioni | Cessioni         | Cessioni         | Cessioni |
| R.       | Nome             | a                | Modalità |
| -------- | ---------------- | ---------------- | -------- |
| A        | Maxime Daclinat  | Vevey United     |          |
| A        | Kevin Hill       | Dardania Losanna |          |
| A        | Mehmed Begzadić  | Echallens        |          |
| C        | Aleksandar Bozic | Echallens        |          |
| D        | Gabriel Cuénoud  | Bavois           |          |
| D        | Roberto Elefante | Vevey United     |          |
| D        | N'Diasse N'Diaye | Lancy            |          |
| A        | Andi Ukmata      | Vevey United     |          |

### Sessione invernale
| Acquisti | Acquisti           | Acquisti             | Acquisti |
| R.       | Nome               | da                   | Modalità |
| -------- | ------------------ | -------------------- | -------- |
| C        | Roger Looga        | Collex-Bossy         |          |
| C        | Strahinja Urošević | Dinamo Vranje        |          |
| C        | Claude Kum Maka    | Echallens            |          |
| C        | Gianluca Nucera    | Friburgo             |          |
| C        | Stefan Andric      | Renens               |          |
| C        | Alain Albouy       | Yverdon              |          |
| D        | Fabio Rego         | Stade Lausanne-Ouchy |          |
| D        | Caio Salustiano    | Terre Sainte         |          |
| P        | Mergim Ferati      | Bavois               |          |
| D        | Timothie Zali      | Bavois               |          |

| Cessioni | Cessioni           | Cessioni             | Cessioni |
| R.       | Nome               | a                    | Modalità |
| -------- | ------------------ | -------------------- | -------- |
| A        | Khadime Ndoye      | La Tour/Le Pâquier   |          |
| P        | Eren Sahingoz      | Stade Lausanne-Ouchy |          |
| C        | Stevo Gasic        | Vevey United         |          |
| C        | Anthony Ciavardini | Champagne            |          |
| C        | Saliminah Galokho  | Echallens            |          |
| D        | Arbesjan Lekiqi    | Echallens            |          |
| D        | Loïc Ombala        | Friburgo             |          |

## Risultati

### 1ª Lega

#### Girone di andata
| Arbitro: | Odiet |

|                           |           |               |
| Rodriguez 46’ Brahimi 64’ | Marcatori | 68’ Descombes |

| Arbitro: | Kanagasingam |

|                                      |           |  |
| Brahimi 49’ Camara 55’ Rodriguez 76’ | Marcatori |  |

| Arbitro: | Rogalla |

|             |           |                                                      |
| Allaoui 71’ | Marcatori | 20’ (aut.) Amougou 31’ (rig.) Daclinat 48’ Ukehaxhaj |

| Arbitro: | von Mandach |

|                                      |           |            |
| Mutombo 71’ Brahimi 75’ Ramadani 81’ | Marcatori | 85’ N'Silu |

| Arbitro: | Hänggi |

|                          |           |            |
| Hrdlička 76’ Vašenda 81’ | Marcatori | 73’ Camara |

| Arbitro: | Rothenfluh |

|                          |           |                                          |
| Brahimi 37’ Monteiro 88’ | Marcatori | 5’ Martins 11’ Moussilou 63’, 90’ Tsimba |

| Arbitro: | Skalonja |

|              |           |             |
| Righetti 13’ | Marcatori | 55’ Galokho |

| Arbitro: | Grundbacher |

|                                              |           |  |
| Camara 33’ Brahimi 47’ Cando 84’ Galokho 89’ | Marcatori |  |

| Arbitro: | Tonini |

|              |           |                            |
| Buntschu 90’ | Marcatori | 4’, 45’ Camara 20’ Brahimi |

| Arbitro: | Dedukic |

|                                      |           |                 |
| Rodriguez 4’ Mutombo 23’ Brahimi 33’ | Marcatori | 25’ Grossrieder |

| Arbitro: | Rosset |

|          |           |           |
| Kari 13’ | Marcatori | 89’ Nkufo |

| Arbitro: | Rogalla |

|                          |           |                              |
| Rodriguez 45’ Camara 90’ | Marcatori | 64’ Taveira 90’ (rig.) Kasai |

| Arbitro: | Schelb |

|                                                              |           |  |
| Constantin 4’ Mehmetaj 19’, 90’ Meité 21’ Biljali 65’ (rig.) | Marcatori |  |

#### Girone di ritorno
| Arbitro: | Skalonja |

|               |           |  |
| Becirovic 12’ | Marcatori |  |

| Fribourg 28 marzo 2018, ore 19:30 CEST 15ª giornata                                            | Friburgo  | 3 – 2 referto                  | Azzurri 90 | Stade St-Léonard |
| \| \| \| \| \| Tsoutsis 26’, 37’ Machado 63’ \| Marcatori \| 17’ Monteiro 81’ (rig.) Camara \| |           |                                |            |                  |
|                                                                                                |           |                                |            |                  |
| Tsoutsis 26’, 37’ Machado 63’                                                                  | Marcatori | 17’ Monteiro 81’ (rig.) Camara |            |                  |

| Arbitro: | Ovcharov |

|              |           |                       |
| Ramadani 48’ | Marcatori | 83’ Veiga 90’ Bersier |

| Lancy 21 marzo 2018, ore 20:00 CET 17ª giornata                     | Lancy     | 3 – 0 referto | Azzurri 90 | Stade de Marignac (185 spett.) |
| \| \| \| \| \| N'Diaye 65’ N'Silu 74’ Santos 81’ \| Marcatori \| \| |           |               |            |                                |
|                                                                     |           |               |            |                                |
| N'Diaye 65’ N'Silu 74’ Santos 81’                                   | Marcatori |               |            |                                |

| Arbitro: | Borra |

|  |           |                                                                              |
|  | Marcatori | 2’, 4’, 24’ (rig.), 58’ Acosta 28’ Taugwalder 40’, 47’ Hrdlička 80’ Zwimpfer |

| Arbitro: | Roth |

|                         |           |  |
| Paçarizi 22’ Katana 24’ | Marcatori |  |

| Arbitro: | Rothenfluh |

|  |           |                             |
|  | Marcatori | 30’ Fuhrer 68’ Alessandrini |

| Arbitro: | Superczynski |

|                                                                                |           |  |
| Bunjaku 10’, 36’ Gabriele 42’ Protopapa 59’ Tafaj 72’ Daclinat 77’ Ianigro 89’ | Marcatori |  |

| Arbitro: | Turkes |

|              |           |                                               |
| Monteiro 47’ | Marcatori | 6’, 20’ Nyangi 65’ Rytz 69’ Shalaj 90’ Ndiaye |

| Losanna 6 maggio 2018, ore 14:30 CEST 23ª giornata                  | Team Vaud Lausanne U21 | 2 – 1 referto | Azzurri 90 | Olympique de la Pontaise |
| \| \| \| \| \| Negro 45’ Schmidt 68’ \| Marcatori \| 18’ Brahimi \| |                        |               |            |                          |
|                                                                     |                        |               |            |                          |
| Negro 45’ Schmidt 68’                                               | Marcatori              | 18’ Brahimi   |            |                          |

| Arbitro: | Gianforte |

|                                                  |           |                                                                   |
| Makonda 6’ Brahimi 69’ Ukehaxhaj 80’ Mutombo 88’ | Marcatori | 1’, 19’ Fernandez 9’ Kari 59’ Alaj 86’ Amdouni 90’ (rig.) Machado |

| Arbitro: | Hänggi |

|                                        |           |                                  |
| Mambimbi 9’, 17’, 47’ Kasai 69’ (rig.) | Marcatori | 56’ Ukehaxhaj 89’ (rig.) Brahimi |

| Arbitro: | Ljatifi |

|                                                                     |           |              |
| Avitabile 10’ (aut.) Camara 60’, 81’ (rig.) Andric 74’ Monteiro 90’ | Marcatori | 53’ Mehmetaj |

## Statistiche

### Statistiche di squadra
| Competizione | Punti | In casa | In casa | In casa | In casa | In casa | In casa | In trasferta | In trasferta | In trasferta | In trasferta | In trasferta | In trasferta | Totale | Totale | Totale | Totale | Totale | Totale | DR  |
| Competizione | Punti | G       | V       | N       | P       | Gf      | Gs      | G            | V            | N            | P            | Gf           | Gs           | G      | V      | N      | P      | Gf     | Gs     | DR  |
| ------------ | ----- | ------- | ------- | ------- | ------- | ------- | ------- | ------------ | ------------ | ------------ | ------------ | ------------ | ------------ | ------ | ------ | ------ | ------ | ------ | ------ | --- |
| 1ª Lega      | 27    | 13      | 6       | 1       | 6       | 30      | 33      | 13           | 2            | 2            | 9            | 14           | 33           | 26     | 8      | 3      | 15     | 44     | 66     | -22 |
| Totale       | 27    | 13      | 6       | 1       | 6       | 30      | 33      | 13           | 2            | 2            | 9            | 14           | 33           | 26     | 8      | 3      | 15     | 44     | 66     | -22 |

### Andamento in campionato
| Giornata  | 1 | 2 | 3 | 4 | 5 | 6 | 7 | 8 | 9 | 10 | 11 | 12 | 13 | 14 | 15 | 16 | 17 | 18 | 19 | 20 | 21 | 22 | 23 | 24 | 25 | 26 |
| --------- | - | - | - | - | - | - | - | - | - | -- | -- | -- | -- | -- | -- | -- | -- | -- | -- | -- | -- | -- | -- | -- | -- | -- |
| Luogo     | C | C | T | C | T | C | T | C | T | C  | T  | C  | T  | T  | T  | C  | T  | C  | T  | C  | T  | C  | T  | C  | T  | C  |
| Risultato | V | V | V | V | P | P | N | V | V | V  | N  | N  | P  | P  | P  | P  | P  | P  | P  | P  | P  | P  | P  | P  | P  | V  |
| Posizione | 3 | 1 | 1 | 1 | 1 | 4 | 4 | 2 | 2 | 1  | 1  | 1  | 2  | 3  | 5  | 8  | 11 | 11 | 11 | 11 | 12 | 12 | 12 | 12 | 12 | 12 |

Legenda:

Luogo: C = Casa; T = Trasferta. Risultato: V = Vittoria; N = Pareggio; P = Sconfitta.

### Statistiche dei giocatori
| A. Albouy     | 7  | 0  | 2 | 1 |
| S. Andric     | 7  | 1  | 0 | 0 |
| L. Brahimi    | 20 | 10 | 7 | 2 |
| S. Camara     | 20 | 9  | 5 | 1 |
| S. Cando      | 6  | 1  | 2 | 0 |
| A. Ciavardini | 8  | 0  | 3 | 0 |
| M. Daclinat   | 6  | 1  | 0 | 1 |
| M. Erroutbi   | 12 | 0  | 0 | 1 |
| M. Ferati     | 2  | 0  | 0 | 0 |
| S. Galokho    | 10 | 2  | 4 | 0 |
| S. Gasic      | 12 | 0  | 4 | 0 |
| K. Hill       | 2  | 0  | 0 | 0 |
| S. Kocapinar  | 3  | 0  | 0 | 0 |
| A. Lekiqi     | 11 | 0  | 2 | 0 |
| R. Looga      | 6  | 0  | 0 | 0 |
| C. Maka       | 9  | 0  | 1 | 0 |
| H. Makonda    | 4  | 1  | 1 | 0 |
| J. Manière    | 10 | 0  | 0 | 0 |
| F. Meuris     | 9  | 0  | 2 | 0 |
| J. Monteiro   | 17 | 4  | 1 | 0 |
| D. Mutombo    | 24 | 3  | 4 | 1 |
| K. Ndoye      | 4  | 0  | 2 | 0 |
| F. Ngabo      | 0  | 0  | 0 | 0 |
| Y. Nkufo      | 19 | 1  | 1 | 0 |
| G. Nucera     | 6  | 0  | 1 | 0 |
| L. Ombala     | 9  | 0  | 2 | 0 |
| F. Pereira    | 8  | 0  | 0 | 0 |
| R. Pereira    | 0  | 0  | 0 | 0 |
| V. Preite     | 0  | 0  | 0 | 0 |
| F. Ramadani   | 20 | 2  | 6 | 0 |
| F. Rego       | 0  | 0  | 0 | 0 |
| J. Rodriguez  | 12 | 4  | 4 | 2 |
| E. Sahingoz   | 14 | 0  | 0 | 0 |
| C. Salustiano | 3  | 0  | 0 | 0 |
| L. Shehu      | 14 | 0  | 3 | 0 |
| A. Ukehaxhaj  | 22 | 3  | 3 | 2 |
| S. Urošević   | 6  | 0  | 0 | 0 |
| D. Warpelin   | 0  | 0  | 0 | 0 |
| T. Zali       | 7  | 0  | 2 | 0 |
| G. Özdemir    | 7  | 0  | 1 | 0 |
| K. Ünlü       | 2  | 0  | 1 | 0 |